# Devlab
Devlab je peti studijski album kanadskog glazbenika Devina Townsenda. Album je 4. prosinca 2004. godine objavila diskografska kuća HevyDevy Records. Istaknut je po tome što spaja ambijentalnu s elektroničkom glazbom i noiseom te je prvi Townsendov studijski album u takvu stilu.

## Pozadina
Townsend se već počeo baviti elektroničkom glazbom na EP-u "Project EKO" koji je objavljen u sklopu posebne inačice albuma Accelerated Evolution. Ti su raniji pokušaji poslije kulminirali u potpuni elektronički studijski album čiji je glazbeni stil Townsend opisao "ambijentalnom glazbom na heavy metal-način". Ideje za album Townsend je razvijao služeći se svojim laptopom. Nakon što se vratio s turneje s grupom Symphony X, digitalno ih je spojio kako bi stvorio "potpuno sjeban album". Snimanje albuma održavalo se tijekom nekoliko mjeseci 2004. u njegovu kućnom studiju The Devlab, prema kojem je album i dobio ime. Townsend je samostalno snimio sve instrumente, miksao uradak i bio jedini njegov producent. Album je bio objavljen isključivo na službenim stranicama diskografske kuće HevyDevy Records.

## Popis pjesama
| 1.    | »Devlab I«    | 1:07  |
| 2.    | »Devlab II«   | 4:09  |
| 3.    | »Devlab III«  | 4:21  |
| 4.    | »Devlab IV«   | 2:42  |
| 5.    | »Devlab V«    | 5:07  |
| 6.    | »Devlab VI«   | 5:55  |
| 7.    | »Devlab VII«  | 1:42  |
| 8.    | »Devlab VIII« | 4:30  |
| 9.    | »Devlab IX«   | 10:16 |
| 10.   | »Devlab X«    | 3:48  |
| 11.   | »Devlab XI«   | 1:34  |
| 12.   | »Devlab XII«  | 4:44  |
| 13.   | »Devlab XIII« | 9:44  |
| 14.   | »Devlab XIV«  | 4:11  |
| 15.   | »Devlab XV«   | 2:06  |
| 65:56 |               |       |

## Recenzije
Budući da se album moglo kupiti samo narudžbom s internetske stranice Townsendove diskografske kuće, o njemu je raspravljalo samo nekoliko časopisa koji su mu uglavnom dodijelili pozitivne kritike. Internetski je časopis metal.de naveo da Devlab sadrži sve ono što se nije moglo naći na albumima drugih projekata kao što su Strapping Young Lad ili The Devin Townsend Band. Album sadrži semplove raznih instrumenata, "divne melodije, upade oštrog noisea, lepezu nadređenih sintesajzerskih zvukova, opuštene ritmove i tople bas-dionice". Internetski časopis Tartarean Desire komentirao je da je Devlab dobar album, ali da nije za obožavatelje Devina Townsenda. Kao i recenzent stranice metal.de preporučio je slušanje albuma uz slušalice i izjavio da će slušatelji otvorena uma koji tom CD-u daju priliku biti ugodno iznenađeni.

## Zasluge
Devin Townsend
- Devin Townsend – vokali, produkcija, omot albuma

Ostalo osoblje
- Dr. K aka Kappazeta Milan – omot albuma